# Jan Flieger
Jan Flieger (* 10. Dezember 1941 in Berlin) ist ein deutscher Kinder- und Jugendbuch- und Krimiautor.

## Leben
Flieger arbeitete nach dem Abitur in verschiedenen Berufen und begann ein Studium der Theaterwissenschaft, welches er nicht beendete. Später schloss er ein weiteres Studium als Ingenieur-Ökonom ab. Ab 1973 war er siebzehn Jahre Werkleitungsassistent eines Leipziger Industriebetriebs und nach der Wiedervereinigung ab 1992 Sprecher der Telekom AG in Leipzig. Seit 2000 ist er freier Schriftsteller.
Er schreibt seit 1981 Kinderbücher, darunter auch Kinderkrimis, und seit 1985 auch Erwachsenenkrimis. Bereits vor der Wende erschienen seine Bücher auch in Westdeutschland. 1988 bekam er den Theodor-Körner-Preis. Seit 1990 ist er Mitglied im Syndikat, der Vereinigung deutschsprachiger Krimiautoren.
Sein erster Kriminalroman "Der Sog" wurde in der DDR-Fernsehreihe "Der Staatsanwalt hat das Wort" unter dem Titel "Alles umsonst" verfilmt.
1992 organisierte er die ersten „Sächsischen Krimitage“ gemeinsam mit Steffen Mohr.

## Werke
Kinderbücher
- Flucht über die Anden, Der Kinderbuchverlag, Berlin 1981 (Die kleinen Trompeterbücher, Bd. 148)
- Das Glücksschwein und andere Taschengeldgeschichten
- Der Kommissar in der Regentonne
- Ein Fall für die Feriendetektive
- Ein Fall für die Superspürnasen, Detektivgeschichten, mit Bildern von Annette Fienieg, Arena Verlag, Würzburg 2001. ISBN 3-401-05310-8
- Elf Kicker im Fußballfieber. Fußballgeschichten, mit Bildern von Dagmar Henze, Arena Verlag, Würzburg 2002. ISBN 3-401-05387-6
- Mutgeschichten, Illustrationen von Annette Fienieg, Edition Bücherbär, Würzburg 2000. ISBN 3-401-07848-8
- Verfolgung durch die grüne Hölle, Illustrationen von Regina Vetter, Arena Verlag, Würzburg 2000. ISBN 3-401-05100-8
- Schatzsuche auf der Totenkopfinsel, Illustrationen von Peter Klaucke, Arena Verlag, Würzburg 2000. ISBN 3-401-05099-0
- Das Grab des Pharaos, mit Illustrationen von Regina Vetter, Arena Verlag, Würzburg 2001. ISBN 3-401-05223-3
- Duell mit dem Tyrannosaurus, mit Illustrationen von Regina Vetter, Arena Verlag, Würzburg 2001. ISBN 3-401-05267-5
- Grusel & Co
  - Gefährlicher Vollmond (2002)
  - Die Ruine der Raben (2002)
- Club Paradiso (Serie mit verschiedenen Autoren)
  - Das Labyrinth in den Klippen (2002)
  - Flucht aus Montecastello (2002)

Krimis
- Der Sog, Mitteldeutscher Verlag Halle/Leipzig 1985 (Taschenbuchausgabe in der BRD als Ein tödliches Ultimatum. Kriminalroman, Fischer-Taschenbuch-Verlag, Frankfurt am Main 1989, ISBN 3-596-28317-5)
- Tatort Teufelsauge, Mitteldeutscher Verlag Halle/Leipzig 1986
- Die Hölle hat keine Hintertür. Kriminalerzählungen, Mitteldeutscher Verlag Halle/Leipzig 1987. ISBN 3-354-00173-9
- Neuntöter. Kriminalerzählung, Verlag Das Neue Berlin, Berlin 1987, Blaulicht-Romanreihe Band Nr. 259
- Eine Stadt sucht einen Mörder. Kriminalgeschichten, Militärverlag der Deutschen Demokratischen Republik, Berlin 1987. ISBN 3-327-00385-8
- Der graue Mann (1988)
- Satans tötende Faust (1995)
- Im Höllenfeuer stirbt man langsam (1996)
- Auf den Schwingen der Hölle. Ein Norwegen-Krimi, fhl-Verlag, Leipzig 2012. ISBN 978-3-942829-31-1
- Man stirbt nicht lautlos in Tokyo, Japan-Thriller, fhl-Verlag, Leipzig 2013. ISBN 978-3-942829-35-9
- Der Vierfachmord von Stötteritz, fhl-Verlag, Leipzig 2014
- Der Serienmörder, den man nicht stellte, EDITION digital, Pinnow 2018. ISBN 978-3-95655-946-4

Sonstiges
- Polterabend, Kurzgeschichten, Mitteldeutscher Verlag Halle/Leipzig 1981
- Die ungewöhnliche Brautfahrt und andere Geschichten,  Mitteldeutscher Verlag Halle/Leipzig 1985
- Das Tal der Hornissen, Militärverlag der Deutschen Demokratischen Republik, Berlin (Ost) 1985
- Wo blüht denn blauer Mohn?, Militärverlag der Deutschen Demokratischen Republik, Berlin 1986
- Sternschnuppen fängt man nicht, Militärverlag der Deutschen Demokratischen Republik, Berlin 1987
- Der Tod kam in der Mittsommernacht, Militärverlag der Deutschen Demokratischen Republik, Berlin 1988
- Dunkel ist der Weg der Rache. Schwarzhumorige Kriminalgeschichten, mit Zeichnungen von Peter Dunsch, Ziethen Verlag, Oschersleben 2010. ISBN 978-3-935358-47-7
- Alles umsonst (Fernsehfilm, 1988)